# 里翁 (吉伦特省)
里翁（法語：Rions）是法国吉伦特省的一个市镇，属于朗贡区（Langon）卡迪拉克县（Cadillac）。该市镇总面积10.65平方公里，2009年时的人口为1565人。

## 人口
里翁人口变化图示